# Лас-Вегас-Стріп
Лас-Вегас-Стріп (англ. Las Vegas Strip) — приблизно семикілометрова ділянка бульвару Лас-Вегас в окрузі Кларк штату Невада, США. Тут знаходяться більшість великих готелів та казино агломерації Лас-Вегаса, при цьому Стрип знаходиться за межами самого міста та адміністративно відноситься до передмість Парадайз та Вінчестер. У південній частині Лас-Вегас-Стріп знаходиться характерний символ Лас-Вегасу — знак «Ласкаво просимо до казкового Лас-Вегасу».
Історично, казино у Лас-Вегасі були дозволені тільки у центрі міста на Фрімонт-стріт, що спонукало деяких підприємців відкрити свої заклади поза його адміністративним кордоном. Перше казино, яке відкрилося в районі нині відомому як Стріп, було El Rancho Vegas, що з'явилося в 1941 році і проіснувало близько двадцяти років. Стріп став швидко розвиватися. ера величезних розважальних комплексів почалася в 1969 році з відкриття International Hotel на 1512 номерів (нині відомий як Las Vegas Hilton). В даний час на Стрипі розташовується безліч таких закладів, які вміщують в собі готель, торговий центр, казино, парк розваг і інше.

## Транспорт
Вздовж бульвару побудована приблизно шестикілометрова монорейкова дорога, станції якої розташовані біля найбільших казино та готелів та здебільшого мають однакові з ними назви.

## Історія
Першим казино, яке було побудовано на шосе 91, був клуб  Pair-o-Dice Club в 1931 році, але першим ресурсом казино повного обслуговування про те, що в даний час називається "Стрип", був Ель-Ранчо Вегас, який відкрився з 63 готельними номерами Bungalow 3 квітня 1941 р. Шоу та казино "Ель-Ранчо Вегас" та казино були знищені пожежею в 1960 році. Бунгало Ель-Ранчо Вегаса не були пошкоджені, і до початку 1980-х років були орендовані). Його успіх породив другий готель про те, що стане смужкою, готель "Останній кордон" у 1942 році. Організовані злочинні показники, такі як Bugsy Siegel, родом з Нью-Йорка, згодом проживаючи в Каліфорнії, зацікавився зростаючим ігровим центром Лас-Вегаса та фінансували ще одне фінансування курортних натовпів для фінансування будівництва Фламінго. Конструкцію Фламінго розпочали відомий голлівудський видавець Біллі Вілкерсон. Казино Фламінго відкрилося в грудні 1946 року, і готель відкрився в березні 1947 року. Курорт Desert Inn Wilbur Clark відкрився в 1950 році. Фінансування багатьох проектів у Лас-Вегасі було надано через Американську національну страхову компанію, яка базувалася в тодішній іграшній імперії азартних ігор Галвестона, Техас.